# Orchestre Philharmonique Royal de Liège
Het Koninklijk Filharmonisch Orkest van Luik (Orchestre Philharmonique Royal de Liège -OPRL), opgericht in 1960, is het enige professionele symfonische gezelschap in Franstalig België. Met de steun van de Federatie Wallonië-Brussel, de stad Luik en de provincie Luik, treedt het OPRL op in Luik, in de prestigieuze Filharmonische Zaal (1887), de rest van het land (Antwerpen, Brussel, Charleroi, Hasselt, Bergen, Namen, Saint-Hubert, Sankt Vith, ...), de grote zalen en festivals van Europa (Amsterdam, Parijs, Wenen, Spanje, Zwitserland, ...), maar ook in Japan en de Verenigde Staten.
In 2019 gaat het OPRL op tournee in Japan en is het te gast op het prestigieuze Enescu Festival in Boekarest. In 2020 staat het op de affiche op het Rostropovich Festival in Moskou. Stichter Fernand Quinet en muziekdirecteurs als Manuel Rosenthal, Paul Strauss, Pierre Bartholomée, Louis Langrée, Pascal Rophé, François-Xavier Roth en Christian Arming, gaven het OPRL een identiteit op het kruispunt van de Germaanse en Franse tradities. Vanaf september 2019 neemt Gergely Madaras de fakkel over.
Tot de laatste opnames van het orkest behoren onder meer het project Sirba Orchestra!(DGG / Universal France), het volledige werk vanRespighi (BIS), werken van Saint-Saëns (BIS), Bloch en Elgar (La Dolce Volta), Ysaÿe (Fuga Libera), Franck (Fuga Libera, Musique en Wallonie), Gabriel Dupont (Fuga Libera), klarinetconcerto’s met Jean-Luc Votano (Fuga Libera) en concertant werk van Boesmans (Cypres).
Vanaf 2016 heeft het orkest een samenwerkingsverband met de zender Mezzo Live HD (Europa, Azië, Canada).
Het OPRL richt zich ook op een publiek dat wat verder van de klassieke muziek afstaat. Dit gaat in het bijzonder over jongeren, via animatie op school, thematische concerten (zoals L’Orchestre à la portée des enfants) en sinds 2015 de oprichting van wijkorkesten, samen met de vereniging ReMuA (El Sistema Liège).

## Dirigenten
- 1960-1964 Fernand Quinet
- 1964-1967 Manuel Rosenthal
- 1967-1977 Paul Strauss
- 1977-1999 Pierre Bartholomée
- 2001-2006 Louis Langrée
- 2006-2009 Pascal Rophé
- 2009-2010 François-Xavier Roth
- 2011-2019 Christian Arming
- 2019- Gergely Madaras